# Козлов, Николай Тимофеевич
Николай Тимофеевич Козлов (19 декабря 1925, с. Красавка, Саратовская губерния — 15 апреля 2001, Москва) — советский партийный и государственный деятель, председатель Московского облисполкома (1963—80), Министр плодоовощного хозяйства СССР (1980—85).

## Биография
В 1952 г. окончил Московскую сельскохозяйственную академию им. К. А. Тимирязева по специальности агроном-экономист.
В 1943 г. курсант военно-политического училища в г. Энгельс Саратовской области. Участник Великой Отечественной войны.
С 1952 г. заместитель директора МТС в Московской области.
С 1953 г. второй секретарь райкома КПСС в Московской области.
С 1954 г. помощник первого секретаря Московского обкома КПСС.
С 1958 г. начальник Московского областного статистического управления.
С 1959 г. заведующий сельскохозяйственным отделом Московского обкома КПСС.
В 1960 г. первый заместитель председателя Московского облисполкома.
С 1960 г. секретарь Московского обкома КПСС.
С января 1963 г. председатель Московского облисполкома.
С декабря 1980 г. Министр плодоовощного хозяйства СССР.
Депутат Совета Союза Верховного Совета СССР 7-11 созывов от Молдавской ССР (11-й созыв). Член ЦК КПСС в 1971—1986 гг. (Кандидат в члены ЦК КПСС 1966—1971 гг.). Член КПСС с 1946 г.
С декабря 1985 г. персональный пенсионер союзного значения.

## Награды и звания
Награждён двумя орденами Ленина, орденом Октябрьской Революции, орденами Отечественной войны 1-й и 2-й степеней, тремя орденами Трудового Красного Знамени, орденом «Знак Почёта». Посмертно удостоен звания Почётного гражданина Московской области.

## Память
Мемориальная доска Н.Т. Козлову в Москве . 
Коломенскому аграрному колледжу присвоено имя Николая Тимофеевича Козлова .
Мемориальная доска Н.Т. Козлову в Коломне .